# Marjolein van der Meer Mohr
Marjolein van der Meer Mohr (Haarlem, 23 november 1960) is een Nederlandse juriste, bestuurster en VVD-politica. Sinds 1 januari 2011 is zij burgemeester van Rucphen.

## Biografie
Van der Meer Mohr studeerde eerst geneeskunde en later rechtsgeleerdheid aan de Erasmus Universiteit Rotterdam. Van 1998 tot 2002 was ze lid van de gemeenteraad van Westvoorne en van 2002 tot 2005 was zij daar wethouder en locoburgemeester.
Van der Meer Mohr was van 2005 tot 2011 zelfstandig parttime juridisch adviseur en daarnaast was zij voorzitter van de VVD Kamercentrale Dordrecht. Sinds 1 januari 2011 is zij burgemeester van Rucphen als opvolgster van haar partijgenoot Rinus Everaers die met ingang van 1 oktober 2010 met pensioen was gegaan.